# 国際標準化機構が定める国際標準一覧 (ISO 3000 から ISO 3999 まで)
ISO 2000 から ISO 2999 まで - 国際標準化機構が定める国際標準一覧 - ISO 4000 から ISO 4999 まで
- ISO 3002 切削及び研削の基本
- ISO 3006 路上走行車 - 道路用の乗用車ホイール - 試験方法
- ISO 3008 耐火試験 - ドア及びシャッターアセンブリ
- ISO 3009 耐火試験 - 建築構造要素 - ガラス入り要素
- ISO 3010 構造物の設計の基礎 - 構造物に対する地震の作用
- ISO 3011 ゴム又はプラスチック引布 - 静的条件下におけるオゾンき裂抵抗の求め方
- ISO 3019 油圧動力 - 排水ポンプ及びモータの取付フランジ及びシャフトエンドの寸法及び識別コード
- ISO 3022 映画撮影 - 16mmの孔(1-3-0)のある35mm動画フィルム - 切断及び孔の寸法
- ISO 3023 映画撮影 - 65mm及び70mmの未露光動画フィルム - 切断及び孔の寸法
- ISO 3024 映画撮影 - 動画カメラカートリッジ、8mmタイプS、モデル1 - カメラの撮影時間、切り取り孔及びフィルムの終端ノッチ - 仕様
- ISO 3026 映画撮影 - 8mmタイプS、2R-4.227(1664)又は5R-4.234(1667)の孔開き35mm動画フィルムにプリントされるタイプS画像面積 - 位置及び寸法
- ISO 3028 写真 - 写真撮影用イルミナント - ISO分光分布指数(ISO/SDI)の求め方
- ISO 3029 写真 - 126サイズカートリッジサイズフィルムマガジン[1]
- ISO 3031 転がり軸受 - スラスト保持器付き針状ころ及び軌道盤 - 寸法及び精度
- ISO 3033 スペアミント油
- ISO 3035 片面及び両面段ボール - 平面圧縮強さ試験方法
- ISO 3037 段ボール - 垂直圧縮強さ試験方法（エッジにワックスを塗布しない方法）
- ISO 3040 製品の幾何特性仕様(GPS) - 寸法及び公差の表示方法 - 円すい
- ISO 3042 映画撮影 - 未使用動画フィルム及び磁気フィルム容器のラベル及び容器 - 最低表示データ仕様
- ISO 3044 ユーカリ油
- ISO 3045 ベイ油 [Pimenta racemosa (Mill.) J.W. Moore]
- ISO 3046 往復動機関 - 性能
- ISO 3047 映画撮影 - 35mm動画カメラ(容量30m-120ft)の昼光装填型スプール - 寸法
- ISO 3053 圧出により得られるグレープフルーツ油((Citrus x paradisi Macfad)
- ISO 3054 ラベンダー油、フランスタイプ
- ISO 3057 非破壊試験 - 表面試験の金属レプリカ
- ISO 3058 非破壊試験 - 目視検査の手段 - 低倍率拡大レンズの選択
- ISO 3059 非破壊試験 - 浸透探傷試験及び磁粉探傷試験 - 観察条件
- ISO 3061 黒コショウ油(Piper nigrum L.)
- ISO 3063 イランイラン油(Cananga odorata(Lamark) J.D.Hooker and Thomson))
- ISO 3064 パラグアイ産プチグレン油(Citrus aurantium L. ssp. Aurantium, syn. Citrus aurantium L. ssp. Amara var. pumila)
- ISO 3069 片吸込遠心ポンプ - メカニカルシールとソフトパッキン用空洞寸法
- ISO 3070 工作機械 - 横中ぐり盤の精度検査のための試験条件
- ISO 3071 繊維 - 抽出水のpHの測定
- ISO 3077 巻き上げ用ショートリンクチェーン - 等級T、（,タイプT,FAT及びＤＴ）、ロードチェーン
- ISO 3082 鉄鉱石 - サンプリング及びサンプル作成手順
- ISO 3084 鉄鉱石 - 品質変動を評価するための実験方法
- ISO 3085 鉄鉱石 - サンプリング、サンプル作成及び計測のの精度を検査するための実験方法
- ISO 3086 鉄鉱石 - サンプリングの偏りを検査するための実験方法
- ISO 3087 鉄鉱石 - ロットの含有水分の定量
- ISO 3089 工作機械 - 一体ジョーをもつ自動心立て、手動操作式チャックの試験条件
- ISO 3091 肉及び肉製品 - 硝酸塩成分の定量(参照方法)
- ISO 3093 小麦、ライ麦及びその粉、デュラム小麦及びデュラム小麦セモリナ  -  ハグベリ-ペルテンに従ったフォーリングナンバの測定
- ISO 3095 鉄道用途 - 音響 - 軌道車両の発する騒音の測定
- ISO 3096 転がり軸受 - 針状ころ - 寸法及び精度
- ISO 3098 製図 - 文字
- ISO 3103 茶 - 官能検査用液体の作成
- ISO 3104 石油製品 - 透明及び半透明液 - 運動粘度の測定及び動的粘度の計算
- ISO 3105 毛細管運動粘度計 - 仕様及び取扱説明書
- ISO 3107 歯科 - 酸化亜鉛/ユージノールセメント及び酸化亜鉛/非ユージノールセメント
- ISO 3108 汎用鋼ワイヤロープ - 実引張強さの測定
- ISO 3110 銅合金 - 合金成分としてのアルミニウムのEDTA滴定法
- ISO 3111 銅合金 - 合金成分としてのすずのよう素滴定法
- ISO 3112 銅及び銅合金 - 鉛のジチゾン抽出滴定法
- ISO 3114 ポータブル給水用硬質ポリ塩化ビニール(PVC)製パイプ - 鉛及びすずの抽出度 - 試験方法
- ISO 3116 マグネシウム及びマグネシウム合金 - 展伸用マグネシウム合金
- ISO 3117 タンジェンシャルキー及びキー溝
- ISO 3126 プラスチック配管システム - プラスチック部品 - 寸法の測定
- ISO 3127 熱可塑性管 - 外部の打撃に対する耐力の測定方法 - 昼夜反復法
- ISO 3129 木材 - 物理試験及び機械試験のためのサンプリング方法及び一般要求事項
- ISO 3130 木材 - 物理試験及び機械試験のための含有水分の測定
- ISO 3131 木材 - 物理試験及び機械試験のための密度の測定
- ISO 3132 木材 - 木目に垂直方向の圧縮試験
- ISO 3133 木材 - 静的曲げに対する極限強さの測定
- ISO 3134 軽金属及びそれらの合金 - 用語と定義
- ISO 3136 ゴムラテックス - スチレン・ブタジエン - 結合スチレン量の求め方
- ISO 3137 工業用無水ふっ化水素 - サンプリング
- ISO 3139 工業用ふっ化水素水 - サンプリング及び試験方法
- ISO 3140 機械処理で得られるスイートオレンジ油(Citrus sinensis (L) Osbeck)
- ISO 3141 丁子の葉の油[Syzygium aramaticum(L) Merr. Et Perry, syn. Eugenia caryophyllus(Sprengel) Bullock et S. Harrison]
- ISO 3142 丁子のつぼみの油[Syzygium aramaticum(L) Merr. Et Perry, syn. Eugenia caryophyllus(Sprengel) Bullock et S. Harrison]
- ISO 3143 丁子の茎の油[Syzygium aramaticum(L) Merr. Et Perry, syn. Eugenia caryophyllus(Sprengel) Bullock et S. Harrison]
- ISO 3146 プラスチック - 毛細管及び偏光顕微鏡による半結晶ポリマーの溶融挙動(溶融温度又は溶融範囲)の測定
- ISO 3154 鉱山用より線ワイヤロープ - 技術的出荷要求事項
- ISO 3155 鉱山用より線ワイヤロープ - 繊維部品 - 性質及び試験
- ISO 3156 鉱山用より線ワイヤロープ - 含浸化合物、潤滑剤及び保守ドレッシング - 性質及び試験
- ISO 3157 時間計測器の放射線ルミネセンス - 仕様
- ISO 3158 計時器 - 調整位置の記号表示
- ISO 3159 計時器 - スプリングバランス式発振器をもつ腕時計
- ISO 3160 時計のケース及び附属品 - 金合金製カバー
- ISO 3161 航空宇宙機器用インチ系 - UNJねじ - 般要求事項及び限界寸法
- ISO 3164 土工機械 - 保護構造の台上評価試験 - たわみ限界領域の仕様
- ISO 3165 工業用化学製品のサンプリング - サンプリングの安全性
- ISO 3166 国及びその下位区分の名称の表示基準
- ISO 3167 プラスチック - 多目的試験片
- ISO 3168 宇宙航行体 - 座ぐりフライス、MJねじ付きアンカー/セルフロッキング/固定/片側耳付きナットの分類：1100 MPa(周囲温度)/235℃、1100 MPa(周囲温度)/315℃及び1100 MPa(周囲温度)/425℃ - 寸法
- ISO 3170 石油 - 手動サンプリング
- ISO 3171 石油 - 自動パイプラインサンプリング
- ISO 3174 航空機 - 地上器具による油圧システム点検用連結具 - ねじタイプ
- ISO 3175 繊維 - 布地及び衣服の職業的管理、ドライクリーニング、ウェットクリーニング
- ISO 3179 針葉樹用材 - 呼び寸法
- ISO 3183 石油及び天然ガス工業 - パイプライン輸送システム用鋼管
- ISO 3185 宇宙航行体 - 強度クラス1100 MPa以下の皮膜付き又は皮膜のない金属材料製標準フランジ付き12ポイントヘッド/標準シャンクのショート又はミディアム長MJねじボルト - 寸法
- ISO 3186 宇宙航行体 - 強度クラス1250-1800 MPaの皮膜付き又は皮膜のない金属材料製大フランジ付き12ポイントヘッド/標準シャンクのショート又はミディアム長MJねじボルト - 寸法
- ISO 3187 耐火物製品 - 圧縮クリープの測定
- ISO 3188 でんぷん及びでんぷん使用製品 - ケルダール法による窒素成分の定量方法 - 滴定法
- ISO 3189 汎用ワイヤロープ用ソケット
- ISO 3190 複合テーブル直立ボール盤の検査 - 精度検査
- ISO 3191 宇宙航行体 - 座ぐりフライス、MJねじ付きアンカー/セルフロッキング/固定/片側耳付き/縮小シリーズナットの分類：1100 MPa(周囲温度)/235℃、1100 MPa(周囲温度)/315℃及び1100 MPa(周囲温度)/425℃ - 寸法
- ISO 3193 宇宙航行体 - 強度クラス1100 MPa以下の皮膜付き又は皮膜のない金属材料製標準フランジ付き12ポイントヘッド/標準シャンクのショート又はミディアム長MJねじボルト - 寸法
- ISO 3195 工業用水酸化ナトリウム - サンプリング - 試験サンプル - 定量を実施するための溶液の作成
- ISO 3196 工業用水酸化ナトリウム - 炭酸塩成分の定量方法 - 滴定法
- ISO 3199 工業用塩素酸ナトリウム - 塩素酸塩成分の定量方法 - 重クロム酸塩による滴定法
- ISO 3202 航空宇宙 - 強度クラス1100 MPa以下の皮膜付き又は皮膜のない金属材料製内部オフセット十字リブドライブ付き又はリブドライブのないべヘッドMJねじ
- ISO 3203 宇宙航行体 - 強度クラス1100 MPa以下の皮膜付き又は皮膜のない金属材料製標準又はピッチ径シャンクのロング長MJねじボルト - 寸法
- ISO 3205 優先試験温度
- ISO 3208 路上走行車 - 乗用車内の突起物の評価
- ISO 3209 宇宙航行体 - 座ぐりフライス、MJねじ付きアンカー/セルフロッキング/フローティング/両側耳付きナットの分類：1100 MPa(周囲温度)/235℃、1100 MPa(周囲温度)/315℃及び1100 MPa(周囲温度)/425℃ - 寸法
- ISO 3211 アルミニウム及びその合金の陽極酸化 - 変形による陽極酸化皮膜のひび割れに対する抵抗性の評価法
- ISO 3213 ポリプロピレン(PP)管 - 予想強度に対する時間及び温度の作用
- ISO 3214 リトセアクベバ油(Litsea cubeba Pers.)
- ISO 3215 インドネシア産ナッツメグ油(Myristica fragrans Houtt.)
- ISO 3217 レモングラス油(Cymbopogon citratus)
- ISO 3220 銅及び銅合金 - ひ素の光度分析法
- ISO 3221 宇宙航行体 - 座ぐりフライス、MJねじ付きアンカー/セルフロッキング/固定/90度のコーナー付きナット、分類：1100 MPa(周囲温度)/235℃、1100 MPa(周囲温度)/315℃及び1100 MPa(周囲温度)/425℃ - 寸法
- ISO 3222 宇宙航行体 - 座ぐりフライス、MJねじ付きアンカー/セルフロッキング/固定/クローズドコーナー付きナットの分類：1100 MPa(周囲温度)/235℃、1100 MPa(周囲温度)/315℃及び1100 MPa(周囲温度)/425℃ - 寸法
- ISO 3223 宇宙航行体 - 座ぐりフライス、MJねじ付きアンカー/セルフロッキング/固定/両側耳付きナットの分類：1100 MPa(周囲温度)/235℃、1100 MPa(周囲温度)/315℃及び1100 MPa(周囲温度)/425℃ - 寸法
- ISO 3224 宇宙航行体 - 座ぐりフライス、MJねじ付きアンカー/セルフロッキング/フローティング/片側耳付きナットの分類：1100 MPa(周囲温度)/235℃、1100 MPa(周囲温度)/315℃及び1100 MPa(周囲温度)/425℃ - 寸法
- ISO 3225 宇宙航行体 - 座ぐりフライス、MJねじ付きアンカー/セルフロッキング/固定/両側耳付きナットの分類：1100 MPa(周囲温度)/235℃、1100 MPa(周囲温度)/315℃及び1100 MPa(周囲温度)/425℃ - 寸法
- ISO 3228 転がり軸受 - インサート軸受用の鋳造及び鋼板軸受箱
- ISO 3230 宇宙航行体 - 表面処理を施した又は表面処理を施していないドーム付き金属材料製ソリッド/100度標準皿形リベット - 寸法
- ISO 3231 塗料及びワニス - 二酸化硫黄を含む高湿度環境に対する耐久性試験
- ISO 3233 塗料及びワニス - 乾燥塗膜密度から塗液の不揮発分容積％の測定
- ISO 3245 転がり軸受 - シェル形針状ころ軸受(内輪なし) - 主要寸法及び精度
- ISO 3248 塗料及びワニス - (塗膜)加熱試験
- ISO 3251 塗料、ワニス及びプラスチック - 非揮発分の定量
- ISO 3253 ガス溶接器具 - 溶接、切断及び関連工程用器具のホース連結
- ISO 3256 アルミニウム及びアルミニウム合金中のマグネシウムの定量方法 - 原子吸光光度法
- ISO 3262 塗料用体質顔料 - 規格と試験方法
- ISO 3269 締結用部品 - 受入検査
- ISO 3270 塗料及びワニス及びその原料 - 養生並びに試験の温度及び湿度
- ISO 3271 高炉及び直接還元の供給原料用鉄鉱石 - 回転強度及び摩耗指数の測定
- ISO 3272 図面及びその他の製図室文書のマイクロフィルム複写
- ISO 3275 情報処理 - データ交換用3.81mm磁気カセットにおける7ビット符号文字並びにその7ビット及び8ビット延長部の実現
- ISO 3282 航空機 - 一つ及び三つ穴で取り付ける(クラス3)レバー操作手動スイッチの寸法
- ISO 3284 ばら物用連続運搬管理装置 - 空気圧取扱用ベンドの寸法
- ISO 3286 バイトのコーナR半径
- ISO 3287 動力付産業車両 - 識別表示
- ISO 3290 転がり軸受 - 玉
- ISO 3291 モールステーパシャンクエクストラロングドリル
- ISO 3292 ストレートシャンクエクストラロングドリル
- ISO 3293 モールステーパシャンク面取りフライス
- ISO 3294 ストレートシャンク面取りフライス
- ISO 3295 木工用幅狭帯のこの刃
- ISO 3297 情報及びドキュメンテーション - 国際標準シリアル番号(ISSN)
- ISO 3298 写真 - 処理薬品 - 氷酢酸の仕様
- ISO 3299 写真 - 処理薬品 - 1-フェニル-3-ピラゾリジノン(フェニドン)の仕様
- ISO 3302 ゴム - 製品公差
- ISO 3304 平端継目無精密鋼管 - 出荷の技術的条件
- ISO 3308 ルーチン分析用喫煙機 - 定義及び標準条件
- ISO 3310 試験用ふるい - 技術的要求事項及び試験
- ISO 3312 燒結金属材料及び超硬合金 - ヤング率の測定
- ISO/TR 3313 暗きょにおける液体の流れの測定 - 流量測定計器に対する流れのパルセーションの影響に関する指針
- ISO 3314 シェルドリル
- ISO 3315 ねじ及びナットの取付工具 - 手動スクエアドライブソケットレンチの駆動部 - 寸法及び試験
- ISO 3316 ねじ及びナットの取付工具 - 手動スクエアドライブソケットレンチの附属品 - 寸法及び試験
- ISO 3317 ねじ及びナットの取付工具 - 電動ソケットレンチの六角又は円筒フラットドライブ付きスクエアドライブアダプタ
- ISO 3318 ねじ及びナットの取付工具 - 両口スパナ、両目レンチ及び片目片口スパナ - ヘッドの最大幅
- ISO 3320 流体動力装置及び構成部品 - シリンダボア及びピストン棒直径 - メートル系
- ISO 3324 航空機のタイヤ及びリム
- ISO 3327 超硬合金 - 曲げ強さ(抗折力)の測定方法
- ISO 3334 マイクログラフィックス - ISO解像度試験チャートNo.2 - 解説及び使用法
- ISO 3337 T溝フライス
- ISO 3338 フライス用ストレートシャンク部の形状・寸法
- ISO 3341 織物用ガラス - 破断荷重及び破断伸び
- ISO 3342 織物用ガラス - マット - 引張強さの測定
- ISO 3345 木材 - 木目に平行な最大張力の測定
- ISO 3346 木材 - 木目に垂直な最大張力の測定
- ISO 3347 木材 - 木目に平行な最大せん断強さの測定
- ISO 3348 木材 - 衝撃曲げ強さの測定
- ISO 3349 木材 - 静的曲げにおける弾性率の測定
- ISO 3350 木材 - 静的硬度の測定
- ISO 3351 木材 - 衝撃によるくぼみに対する耐力の測定
- ISO 3353 宇宙航行体 - 案内部及び不完全ねじ部
- ISO 3354 暗きょ内の清水流の測定 - 完全導管内及び規則流条件下における流速計による速度面積法
- ISO 3356 牛乳 - アルカリホスファターゼの定量
- ISO 3360 工業用リン酸及びリン酸ナトリウム(栄養素を含む) - ふっ素成分の定量方法 - アリザリンコンプレクソン及び硝酸ランタンによる光度測定法
- ISO 3363 工業用フルオロ塩素化炭化水素 - 酸性度の測定方法 - 滴定法
- ISO 3364 丸形コーナー及び丸形固定穴を持つ超硬スローアウェイ(カーバイド)チップ - 寸法
- ISO 3365 さらい刃を持ち固定穴のない超硬スローアウェイ(カーバイド)チップ - 寸法
- ISO 3366 研磨布紙 - ロール
- ISO 3369 通気性のない燒結金属材料及び超硬合金 - 密度の測定方法
- ISO 3374 強化製品 - マット及び繊維 - 単位面積当たりの質量の測定
- ISO 3375 織物用ガラス - 粗紡の硬さの測定
- ISO 3376 レザー - 物理及び機械試験 - 引張強さ及び伸び率の測定
- ISO 3377 レザー - 物理及び機械試験 - 引裂き荷重の測定
- ISO 3378 レザー - 物理及び機械試験 - 地の目の破れに対する抗力及び地割れ指標の測定
- ISO 3380 レザー - 物理及び機械試験 - 100℃以下の縮み温度の測定
- ISO 3381 鉄道用途 - 音響 - 軌道車両内の騒音の測定
- ISO 3382 音響 - 部屋の音響パラメタの測定
- ISO 3384 加硫ゴム又は熱可塑性ゴム - 高温雰囲気中における圧縮、応力緩和の求め方
- ISO 3385 軟質気泡材料 - 定荷重による疲れの求め方
- ISO 3394 直方剛性包装貨物の寸法 - 輸送包装
- ISO 3397 広葉樹の寄木原木角材 - 一般的性質
- ISO 3398 広葉樹の寄木原木角材 - 樫の寄木角材の分類
- ISO 3399 広葉樹の寄木原木角材 - ブナの寄木角材の分類
- ISO 3400 シガレット - 煙凝縮物中のアルカロイドの定量方法 - 分光光度法
- ISO 3401 シガレット - フィルタによるアルカロイド捕集量の測定方法 - 分光光度法
- ISO 3402 タバコ及びタバコ製品 - 調和及び試験のための環境
- ISO 3405 石油製品 - 大気圧での蒸留特性の測定
- ISO 3407 情報処理 - 63 ftpmm(1600 ftpi)で位相符号化され、4 cpmm(100 cpi)における3.81 mm(0.150インチ)の磁気テープカセットによる情報交換
- ISO 3408 ボールねじ
- ISO 3410 農業機械 - エンドレス可変速度Vベルト及び対応するプーリーの溝部分
- ISO 3411 土工機械 - 運転員の身体寸法及び運転員周囲の最小空間
- ISO 3412 路上走行車 - 遮蔽防水式点火プラグ及びその接続部 - タイプ1A及び1B
- ISO 3417 ゴム - オシレーティングディスク・キュアメータによる加硫特性
- ISO 3423 工業用硫酸及びオレウム - 二酸化硫黄成分の定量方法 - ヨード滴定法
- ISO 3425 工業用硫黄 - 850～900℃での灰分及び200℃での残留物の定量
- ISO 3426 工業用硫黄 - 80℃での減量の測定
- ISO 3427 ガス状ハロゲンか炭化水素(液化ガス) - サンプルの抽出法
- ISO 3428 工業用ふっ化ナトリウム - 試験サンプルの作成及び保管
- ISO 3429 アルミニウム製造用ふっ化ナトリウム - 鉄分の定量方法 - 1.10フェナントロリンによる光度測定法
- ISO 3431 アルミニウム製造用悪化ナトリウム - 可溶性硫酸塩の定量方法 - 比濁法
- ISO 3432 チーズ - 脂肪分の定量方法 - バン・グーリク法用のブチロメータ
- ISO 3433 チーズ - 脂肪分の定量方法 - バン・グーリク法
- ISO 3435 連続運搬管理装置 - ばら物の分類及び記号表示法
- ISO 3438 モールステーパシャンクねじ下穴用複溝段付きドリル
- ISO 3439 ストレートシャンクねじ下穴用複溝段付きドリル
- ISO 3442 工作機械 - ツーピースジョー(溝形)付き自動心立てチャックの寸法及び幾何形状試験
- ISO 3443 建築物の公差
- ISO 3449 土工機械 - 落下物保護構造 - 室内試験及び性能要求事項
- ISO 3450 土工機械 - ホイル式機械のブレーキ措置の要求事項及び試験方法
- ISO 3451 プラスチック - 灰分の定量方法
- ISO 3452 非破壊試験 - 浸透探傷試験
- ISO 3454 比重測定法 - 直接測深サスペンション機器
- ISO 3455 比重測定法 - 直線オープンタンクにおける流速計の校正
- ISO 3457 土工機械 - 防護装置 - 定義及び要求事項
- ISO 3461 図記号通則
- ISO 3463 農林業用トラクタ - 転倒防止構造(ROPS) - 動的試験方法及び合否判定条件
- ISO 3468 乗用車 - フロントガラスの霜取り装置 - 試験方法
- ISO 3469 乗用車 - フロントガラスのワイパー試験方法
- ISO 3470 乗用車 - フロントガラスの曇り止め装置 - 試験方法
- ISO 3471 土工機械 - 転倒時保護構造 - 試験所内試験及び性能要求事項
- ISO 3475 アニシード油(Pimpinella anisum L.)
- ISO 3497 金属被覆 - 皮膜厚さ測定 - 蛍光X線式試験方法
- ISO 3500 高圧ガス容器 - 船舶の消火設備用継目無CO2ボンベ
- ISO 3501 管継手とポリエチレン(PE)製圧力管との間の組立継手 - 取り出しに対する抗力の試験
- ISO 3506 耐食ステンレス鋼製締結用部品の機械的性質
- ISO 3507 実験用ガラス器具 - ピクノメータ
- ISO 3509 コーヒー豆とコーヒー製品 - 用語
- ISO 3511 工程測定管理と計装 - 図記号表示法
- ISO 3512 高負荷クランク連結伝達チェーン
- ISO 3514 塩素化ポリ塩化ビニール(CPVC)製管及び管継手 - 仕様及び密度の測定
- ISO 3515 ラベンダー油(Lavandula angustifolia Mill.)
- ISO 3517 橙花油(柑橘類アウランチウム L. spp. アウランチウム、合成。柑橘類アウランチウム L. spp. 苦味薬 var. プミリア)
- ISO 3518 白檀油(Santalum album, Linnaeus)
- ISO 3519 蒸留ライム油、メキシコタイプ(Citrus aurantifolia (Christm.) Swingle)
- ISO 3520 イタリア産ベルガモット油[Citrus aurantium L. subsp. Bergamia(Wight et Arnott) Engler]
- ISO 3521 プラスチック - 不飽和ポリエステル及びエポキシ樹脂 - 容積減少総量の測定
- ISO 3522 アルミニウム及びアルミニウム合金 - 鋳物 - 化学組成及び機械的特性
- ISO 3523 カナンガ油(Cananga odorata (Lam.) Hook. F et Thomson、大葉種)
- ISO 3524 桂皮油、スリランカタイプ(Cinnamomum zeylanicum Blume)
- ISO 3525 アミリス油 (Amyris balsamifera L.)
- ISO 3526 スペインサルビア油(Salvia lavandulifolia Vahl)
- ISO 3527 パセリ油(Petroselinum sativum Hoffm.)
- ISO 3530 真空技術 - 質量分析型漏れ検知器の校正方法
- ISO 3534 統計 - 用語と記号
- ISO 3535 形式設計シート及びレイアウトチャート
- ISO 3536 路上走行車 - 安全ガラス材料 - 用語
- ISO 3537 路上走行車 - 安全ガラス材料 - 機械試験
- ISO 3538 路上走行車 - 安全ガラス材料 - 光特性の試験方法
- ISO 3539 路上走行車 - 本体及びインジェクションノズルホルダーのタイプ8及び10並びに固定フラット付きインジェクションノズルのタイプ9及び11
- ISO 3543 金属及び無機質被覆 - 皮膜厚さ測定 - β線式試験方法
- ISO 3545 鋼管及び管継手 - 仕様書用の記号
- ISO 3547 平軸受 - ラップトブシュ - 第1部：寸法
- ISO 3548 平軸受 - フランジ付き又はフランジのない薄壁ハーフベアリング
- ISO 3550 シガレット - タバコの先落ち量の測定
- ISO 3551 回転コアダイアモンドドリル - システムA
- ISO 3552 回転コアダイアモンドドリル - システムB
- ISO 3553 路上走行車 - イグニションコイル及びディストリビュータ用高張力接続部
- ISO 3559 路上走行車 - 自動車及びそのトレーラ用ライトの使用電圧
- ISO 3560 路上走行車 - 正面の固定障害物又はポールの衝撃試験手順
- ISO 3573 商用及び展伸鍛造用熱間圧延炭素鋼板
- ISO 3574 商用及び展伸鍛造用冷間還元炭素鋼板
- ISO 3575 市販用及び展伸鍛造用連続溶融めっき炭素鋼鈑
- ISO 3580 溶接材料 - 耐熱鋼用被覆アーク溶接棒 - 分類
- ISO 3581 溶接材料 - ステンレス鋼及び耐熱鋼の被覆アーク溶接用電極 - 分類
- ISO 3582 軟質気泡性材料 - 小さい炎にあてた小試験片の水平燃焼特性、実験室的測定
- ISO 3583 路上走行車 - 圧縮空気ブレーキ装置の圧力試験連結
- ISO 3584 路上走行車 - けん引棒軸継手 - 互換性
- ISO 3585 ホウケイ酸ガラス3.3 - 特性
- ISO 3588 香辛料及び調味料 - 粉の細かさの度合の測定 - 手によるふるい分け(参照方法)
- ISO 3591 官能試験 - 器具 - ぶどう酒試飲グラス
- ISO 3592 産業オートメーションシステム - 機械及び装置の制御 - 数値制御プロセッサの出力 - CLDATE
- ISO 3596 動植物性脂肪及び油 - 不鹸化物の定量方法 - ジエチルエーテル抽出液を用いた方法
- ISO 3597 繊維-ガラス-強化プラスチック - ロービング強化樹脂製ロッドの機械的特性の求め方
- ISO 3600 トラクタ、農林業用機械、動力付き芝刈り機及び園芸用機器 - 操作説明書 - 内容及び表示法
- ISO 3601 流体動力システム - O形リング
- ISO 3602 ドキュメンテーション - 日本語のローマ字表記（かな文字)
- ISO 3603 弾性密封リング型継手付きの硬質ポリ塩化ビニール(PVC)製圧力管の管継手 - 密封性の圧力試験
- ISO 3611 製品の幾何特性仕様(GPS) - 寸法測定機器；外側マイクロメータ  - 設計及び計量特性
- ISO 3616 織物用ガラス - チョップトストランド及び連続フィラメントマット - 平均厚さ、加重を加えたときの厚さ及び圧縮後の復元力の測定
- ISO 3627 写真 - 処理薬品 - 二亜硫酸ナトリウム(無水)の仕様
- ISO 3628 写真 - 処理薬品 - ほう酸の仕様
- ISO 3629 写真 - 処理薬品 - 二亜硫酸カリウムの仕様
- ISO 3630 歯科 - 根管治療器具
- ISO 3631 柑橘類 - 保存の手引
- ISO 3632 香辛料 - サフラン(Crocus sativus Linnaeus)
- ISO 3633 建築物内の汚物及びごみ(高温及び低温)処理器用配管システム - 硬質ポリ塩化ビニール(PVC-U)
- ISO 3634 植物性産物 - 塩化物の定量
- ISO 3635 衣服のサイズ表示法 - 定義及び身体測定手順
- ISO 3636 衣服のサイズ表示法 - 男性及び少年用外套類
- ISO 3637 衣服のサイズ表示法 - 婦人及び少女用外套類
- ISO 3638 衣服のサイズ表示法 - 幼児服
- ISO 3639 映画撮影 - 8mmタイプS動画フイルム用直径75～312mmの映写リール/スプール - 寸法及び仕様
- ISO 3641 映画撮影 - 8mmタイプS、モデルIIの動画カメラカートリッジ - カートリッジの適合性及び巻き取りコアドライブ - 寸法及び仕様
- ISO 3642 映画撮影 - プロジェクタ用8mmタイプS動画フィルムの接着又は接合
- ISO 3644 映画撮影 - 8mmタイプSの動画カメラ口径及び最大映写画像面積の作り出す画像面積 - 位置及び寸法
- ISO 3646 映画撮影 - 8mmタイプS、モデルIIの動画カメラカートリッジ - フィルム速度、カラーバランス及びフィル名表示用スロット、映写及びカートリッジ用の穴 - 寸法及び仕様
- ISO 3647 映画撮影 - 16mm動画カメラスプール及びプロジェクタリール用スピンドル - 寸法
- ISO 3648 航空燃料 - 純比エネルギーの推定
- ISO 3649 空気又はその他のガスの除去装置 - 用語
- ISO 3650 製品の幾何特性仕様(GPS) - 長さの規格 - ブロックゲージ
- ISO 3651 ステンレス鋼の粒界腐食に対する耐性の測定方法
- ISO 3656 動物性及び植物性脂肪及び油 - 特定のUV消滅で表す紫外線吸収度の測定
- ISO 3657 動植物性脂肪及び油 - 鹸化価の測定
- ISO 3664 印刷及び写真 - 観察条件
- ISO 3668 塗料及びワニス - 色の目視比較
- ISO 3672 プラスチック - 不飽和ポリエステル樹脂(UP-R)
- ISO 3673 プラスチック - エポキシ樹脂
- ISO 3675 原油及び鉱油製品 - 実験室における密度の測定方法 - 液体比重計による方法
- ISO 3676 包装 - ユニットロードの大きさ - 寸法
- ISO 3679 引火点の測定 - 迅速平衡密閉法
- ISO 3680 引火/不引火の測定 - 迅速平衡密閉法
- ISO 3686 垂直スピンドルを持つ高さが固定されたテーブルでの高精度タレット並びにジグボール盤及び中ぐり盤の試験条件 - 精度試験
- ISO 3690 溶接及び関連工程 - フェライト鋼アーク溶接金属の水素成分の定量
- ISO 3691 産業車両 - 安全要求事項及び検証
- ISO 3704 工業用硫黄 - 酸性度の測定方法 - 滴定法
- ISO 3705 工業用硫黄 - ヒ素成分の定量方法 - ジエチルジチオカルバミン酸銀による光度測定法
- ISO 3711 鉛クロム酸顔料及び鉛クロム酸モリブデン顔料 - 規格と試験方法
- ISO 3715 船舶及び海洋技術 - 船舶の推進主機
- ISO 3726 インスタントコーヒー - 減圧下の70℃における減量の測定
- ISO 3727 バター - 水分、非脂肪固形物及び脂肪分の定量
- ISO 3728 アイスクリーム及びミルクアイス - 固形分総量の定量(参照方法)
- ISO 3731 路上走行車 - けん引車と被けん引車との電気接続のためのコネクタ - 20 Vの公称電源をもつ車両の7極コネクタタイプ24 S (補足)
- ISO 3732 路上走行車 - けん引車と被けん引車との電気接続用コネクタ - 12 V公称電源電圧をもつ車両の7極コネクタタイプ12S (補足)
- ISO 3733 石油製品及び瀝青材料 - 水分の定量方法 - 蒸留法
- ISO 3739 工業用タイヤ及びリム
- ISO 3740 音響 - 騒音源の音響出力レベルの測定 - 基本規格の使用法指針
- ISO 3745 音響 - 音圧を使用した騒音源の音響出力レベルの測定 - 無響室及び半無響室での精密測定法
- ISO 3747 音響 - 音圧を使用した騒音源の音響出力レベル及び音響エネルギーレベルの測定  - 反響環境の現場で使用するための技術/測定法
- ISO 3750 亜鉛合金 - マグネシウム含有量の定量 - フレーム原子吸光分析法
- ISO 3757 パチョリ油 (Pogostemon cablin (Blanco) Benth.)
- ISO 3758 繊維 - 記号による取扱い表示コード
- ISO 3759 繊維 - 寸法変化の測定試験用繊維試験片及び衣服の作成、マーキング及び測定
- ISO 3760 セロリの種油(Apium graveolens L.)
- ISO 3761 ブラジル産ボアドローズ油(Aniba rosaeodora Ducke or Aniba parviflora (Meisn.) Mez)
- ISO 3764 計時器 - 運動 - 種類、寸法及び名称
- ISO 3765 計時器 - 腕時計 - ブレスレットからケースに固定する要素の寸法
- ISO 3766 構造図 - コンクリート補強の簡易表示法
- ISO 3767 トラクタ、農林業用機械、動力付き芝刈り機及び園芸用機器 - 操作盤及びその他の表示装置の記号
- ISO 3772 写真 - プリプレス塵業用ロール感光材料 - 寸法及び要求事項
- ISO 3773 映画撮影 - プロジェクタ用8mmタイプS動画フィルムのテープのつなぎ
- ISO 3776 農業用トラクタ及び機械 - シートベルト
- ISO 3779 路上走行車 - 車両識別番号(VIN) - 内容及び構成
- ISO 3780 路上走行車 - 世界製造業者識別(WMI)コード
- ISO 3781 紙及び板紙 - 浸水後の引張強さ試験方法
- ISO 3783 紙及び板紙 - 表面強さ試験方法 - IGT試験機による加速印刷法(電動式)
- ISO 3784 路上走行車 - 衝突試験時の衝撃速度の測定
- ISO 3785 金属材料 - 製品組織との関連における試験片軸の表示
- ISO/IEC 3788 情報処理 - 126 ftpmm(3,200 ftpi)、63 cpmm(1,600 cpi)における相符号化を使用する情報交換のための9トラック12.7 mm(0.5インチ)幅磁気テープ
- ISO 3794 精油(第三アルコールを含む) - アセチル化後のエステル価の測定による遊離アルコール成分の定量
- ISO 3795 路上走行車並びに農林業用トラクタ及び機械 - 内蔵材料の燃焼挙動の測定
- ISO 3800 ねじ部品 - 引張疲労試験 - 試験方法及び結果の評価
- ISO 3801 繊維 - 織物 - 単位長当たりの質量及び単位面積当たりの質量の測定
- ISO 3803 路上走行車 - ブレーキの油圧試験接続
- ISO 3807 アセチレン容器 - 基本的要求事項
- ISO 3808 路上走行車 - 非遮蔽高電圧イグニションケーブル - 一般仕様、試験方法及び要求事項
- ISO 3809 機械的手段によって得られるメキシコ産ライム油(Citrus aurantifolia (Christmann) Swingle)
- ISO 3813 弾性床仕上げ材 - コルク製床タイル - 仕様
- ISO/TR 3814 建築材料の「火に対する反応」の測定試験 - 開発及び応用
- ISO 3815 亜鉛地金及び亜鉛合金
- ISO 3821 ガス溶接器具 - 溶接、切断及関連工程用ゴムホース
- ISO 3826 人間の血液及び血液成分用のプラスチック製折り曲げ可能容器
- ISO 3828 造船及び海洋構造物 - 甲板の機械 - 用語及び記号
- ISO 3832 乗用車 - ラッゲージルーム - 基準容積の測定方法
- ISO 3833 路上走行車 - 種類 - 用語及び定義
- ISO 3834 金属材料の融接の品質要求事項
- ISO 3835 ブドウ栽培及びワイン醸造用機器 - 用語
- ISO 3837 鉱油製品 - 炭化水素の種類の特定 - 蛍光指示薬吸着法
- ISO 3838 原油及び鉱油又は固形石油製品 - 密度又は相対密度の測定方法 - 毛細管ストッパ付きピクノメータ及び目盛り付き二重毛細管ピクノメータ法
- ISO 3842 路上走行車 - 第五車輪 - 互換性
- ISO 3846 比重測定法 - 角形幅厚ぜきを使用する開水路の流量測定
- ISO 3847 せき又はといによる開水路における液体流量の測定 - 自由放水口のある角形水路の流量測定用終端深さ法
- ISO 3848 シトロネラ油、ジャワタイプ
- ISO 3849 セイロン産シトロネラ油 (Cymbopogon nardus (L.) W. Watson var. lenabatu Stapf.)
- ISO 3850 弾性床仕上げ材 - 合成コルクの見掛け密度の求め方
- ISO 3852 高炉及び直接還元原料供給のための鉄鉱石 - かさ密度の測定
- ISO 3855 フライス用語
- ISO 3857 コンプレッサ、空気動力工具及び機械 - 用語
- ISO 3858 ゴムコンパウンド用複合剤 - カーボンブラック - トルエン抽出物の光透過度の求め方
- ISO 3859 あり溝フライス
- ISO 3860 キー付きボアーフライス - 総形フライス
- ISO 3861 サンド及びグリットブラスト用ゴムホース - 仕様
- ISO 3862 ゴムホース及びホースアセンブリ - 油性又は水性流体のためのゴム被覆螺旋ワイヤ強化油圧タイプ - 仕様
- ISO 3863 円筒形コルク栓 - 寸法特性、サンプリング、包装及びマーク
- ISO 3864 図記号 - 安全色及び安全標識
- ISO 3865 加硫ゴム又は熱可塑性ゴム - 有機材料との接触による汚染試験方法
- ISO 3866 事務機器及び情報処理用印刷機 - 19mm超のスプールに巻き付けられる繊維製印字リボンの幅
- ISO 3867 合成コルク - 膨張充てん材 - 試験方法
- ISO 3869 合成コルク - 膨張充てん材 - 仕様、包装及び表示
- ISO 3871 路上走行車 - 石油系又は非石油系ブレーキ液容器のラベル
- ISO 3873 工業用ヘルメット
- ISO 3874 シリーズ1貨物コンテナ - 取扱い及び緊締
- ISO 3875 工作機械 - 心なし研削盤の試験条件 - 精度検査
- ISO 3880 建築構造 - 階段 - 用語
- ISO 3881 建築構造 - モジュール割り - 階段及び階段開口部 - 調整寸法
- ISO 3882 金属及びその他の無機質皮膜 - 皮膜厚さ測定法総説
- ISO 3883 事務機器 - アドレス帳の線及び文字容量
- ISO 3887 鋼材 - 脱炭深さ
- ISO 3889 牛乳及び乳製品 - モジョニエ脂肪抽出フラスコ
- ISO 3890 牛乳及び乳製品 - 有機塩素化合物(農薬)残留物の定量
- ISO 3892 金属素地上の化成被覆 - 付着量測定 - 質量計測法
- ISO 3894 路上走行車 - 商用車のホイル/リム - 試験方法
- ISO 3899 ゴム - ニトリルラテックス - 残留アクリロニトリル量の求め方
- ISO 3900 ゴム - ニトリルラテックス - 結合アクリルニトリル量の求め方
- ISO 3901 情報及びドキュメンテーション - 国際標準記録コード(ISRC)
- ISO 3904 造船及び海洋構造物 - クリアビュースクリーン
- ISO 3907 超硬合金 - 全炭素の測定方法 - 重量法
- ISO 3908 超硬合金 - 不溶性(自由)炭素の測定 - 重量法
- ISO 3911 空気タイヤのホイル及びリム - 用語、表記法及びマーキング
- ISO 3912 半月キー及びキー溝
- ISO 3913 造船 - 溶接鋼ボラード
- ISO 3914 繊維機械及び附属品 - 円筒管
- ISO 3915 プラスチック - 導電性プラスチックの抵抗率の測定
- ISO 3918 搾乳器 - 用語
- ISO 3919 研磨布紙 - シャフト付きフラップホイル
- ISO 3923 金属粉 - 見掛密度の試験方法
- ISO 3926 造船 - 内陸航行 - オイル及び燃料口用継手 - かみ合わせ寸法
- ISO 3927 超硬合金用を除く金属粉末 - 圧縮性の測定方法
- ISO 3929 路上走行車 - 点検又は保守中に放出される排気ガス放出物質の測定方法
- ISO/PAS 3930 車両排気物質の測定器 - 計量及び技術的要求事項；計量管理及び性能試験
- ISO 3934 硫化ゴム及び熱可塑性ゴム - 建築用の成型済みガスケット - 分類、仕様及び試験方法
- ISO 3935 造船 - 内陸航行 - スプリンクラー - 圧力
- ISO 3937 テノン付きカッターアーバ
- ISO 3939 流体動力装置及び構成部品 - 多層リップパッキンセット - 積重高さの測定方法
- ISO 3940 テーパー刃エンドミル
- ISO 3941 火災の分類
- ISO 3947 天然又は合成でんぷん - 総脂肪分の定量
- ISO 3948 造船 - 内航船 - 圧縮空気装置 - 圧力の範囲
- ISO 3949 プラスチックホース及びホースアセンブリ - 油圧用途の布補強タイプ - 仕様
- ISO 3950 歯科 - 歯及び口腔領域の表示法
- ISO 3951 計量値検査のための抜取検査手順
- ISO 3953 金属粉 - タップ密度の測定方法
- ISO 3954 金属粉 - 試料採取方法
- ISO 3959 青いバナナ - 熟成条件
- ISO 3960 動物性・植物性脂肪及び油 - 過酸化物価の定量 - ヨード滴定(視覚)端点定量
- ISO 3961 動植物性脂肪及び油 - ヨウ素価の測定
- ISO 3963 肥料 - ベルトの停止によるコンベヤからのサンプリング
- ISO 3966 暗きょ内の流体流の測定 - ピトー静圧管による速度面積法
- ISO 3968 液圧動力 - フィルタ - 差圧対流量特性の評価
- ISO 3970 モジュラユニットの形状・寸法 - インテグラルウェイコラム - 床据付タイプ
- ISO 3974 屠殺用の生きた家畜の定義 - 用語 - 羊
- ISO 3975 屠殺用の生きた家畜の定義 - 用語 - 馬
- ISO 3976 乳脂肪 - 過酸化物価の定量
- ISO 3977 ガスタービン - 調達
- ISO 3979 アルミニウム及びアルミニウム合金中のニッケルの定量方法 - ジメチルグリオキシム吸光光度法
- ISO 3980 アルミニウム及びアルミニウム合金 - 銅の定量方法 - 原子吸光光度法
- ISO 3981 アルミニウム及びアルミニウム合金中のニッケルの定量方法 - 原子吸光光度法
- ISO 3984 路上走行車 - 可動障壁リア衝突試験方法
- ISO 3993 液化石油ガス及び軽炭化水素 - 密度又は相対密度の測定方法 - 圧力液体比重計を用いた方法
- ISO 3994 プラスチックホース - 液状物質の吸排水用らせん状熱可塑性強化熱可塑性プラスチックホース - 仕様
- ISO 3995 金属粉 - 圧粉体の効折力測定方法
- ISO 3996 路上走行車 - 非石油系ブレーキ液と組み合わせて使用する油圧ブレーキ装置のブレーキホース
- ISO 3998 繊維 - 一定の害虫に対する抗力の測定
- ISO 3999 放射線防護 - 工業用ガンマ線透過試験装置 - 性能、設計及び試験の仕様